# Eccoptosage
Eccoptosage is een geslacht van insecten uit de orde vliesvleugeligen (Hymenoptera) en de familie Ichneumonidae.

## Soorten
- E. annulicornis (Cushman, 1922)
- E. brevispinosa (Tosquinet, 1903)
- E. capitata (Tosquinet, 1903)
- E. cincticornis (Cameron, 1902)
- E. crassispina (Cameron, 1903)
- E. eucephala (Heinrich, 1930)
- E. latibalteata (Cameron, 1907)
- E. lutea (Cameron, 1903)
- E. maxima (Heinrich, 1934)
- E. mindanao (Cushman, 1922)
- E. miniata (Uchida, 1925)
- E. nigromaculata (Cameron, 1903)
- E. praedatoria (Smith, 1859)
- E. quadridentata (Cameron, 1905)
- E. schizoaspis (Cameron, 1902)
- E. waagenii Kriechbaumer, 1898
- E. xanthopsis (Cameron, 1903)